# Колодяжний Олександр Леонідович
Олекса́ндр Леоні́дович Колодя́жний (нар. 1 січня 1974, м. Дніпро, Українська РСР — 11 липня 2019, Київ, Україна) — старший сержант Збройних сил України, розвідник, учасник російсько-української війни, Герой України з удостоєнням ордена «Золота Зірка» (посмертно). Позивний «Кол».

## Життєпис
Народився 1974 року в місті Дніпро (на той час — Дніпропетровськ). Проходив строкову службу в десантних військах. Працював у Дніпрі торговим представником.
Під час російської збройної агресії проти України добровольцем прийшов до військкомату, був призваний за частковою мобілізацією у липні 2014 року. Обрав місцем служби 74-й окремий розвідувальний батальйон, в/ч А1035, смт Черкаське, Дніпропетровська область.

### Бойовий шлях
Після проходження навчання 1 вересня 2014-го направлений зі своїм підрозділом у район м. Мар'їнка. У жовтні 2014 року зайшов на першу ротацію у старий термінал Донецького аеропорту, де був два тижні. У листопаді пройшов другу ротацію у ДАП, понад 20 днів. Під час боїв в аеропорту був одним з тих, хто підняв Український прапор над старим терміналом.
На початку лютого 2016 року серед перших брав під контроль промзону м. Авдіївка, у цих боях двічі був поранений. Перше поранення дістав під час виконання бойового завдання з розвідки поблизу селища Кам'янка Ясинуватського району. Тоді група розвідників зачепила розтяжку й підірвалась на міні ОЗМ, Олександр дістав поранення руки і ноги та через місяць вже був у строю. Вдруге поранений, коли група потрапила в засідку в лісі біля промзони та була обстріляна з кулемета. Олександр, який йшов попереду, дістав кульове поранення ноги, була перебита кістка. Противник тоді в бій не вступив і відійшов. Побратими півтори години тягнули пораненого Олександра через ліс. На лікування пішло пів року, у січні 2017-го розвідник ще з милицею приїхав до свого підрозділу в Маріуполь для продовження служби.
Станом на березень 2017-го — головний сержант, військова частина А1035.

### Обставини загибелі
27 червня 2019 року, під час виконання бойового завдання в районі м. Мар'їнка, дістав важкі поранення внаслідок підриву на міні. Парамедик Олена Герасим'юк так описувала стан Олександра:

| Потім винесли Колодяжного. У нього вже була перемотана голова. А ось все тіло… Це було страшно. Його наче пропустили через м’ясорубку. З чотирьох кінцівок лише одна нога вціліла. Все інше було пошматоване. На руках і постраждалій нозі були затягнуті турнікети. Всі боялися, що ми його навіть до точки евакуації, де чекала машина, не донесемо - з нашого місця туди треба було подолати пішки десь кілометрову відстань. Всі прямі дороги там прострілюються, тому пересуватися потрібно кущами, окопами… Так само потрібно було і нести пораненого. Він був притомний. І декілька разів спитав нас: "Як Діма?" Я не розуміла, що це він про Тритона хвилюється, тоді не знала, що його звуть саме Дмитром. Цього пораненого ми оглядали найдовше, робили усе, що було тоді в наших силах, не шкодували жодних розхідників, бо на кону - життя побратима. У нього не було вен, ані перефірійних, ані центральних. Кровотеча призвела до того, що всі вони пішли вглиб. Навіть не зрозуміла тоді, що пораненим був Кол... Його обличчя було обпечене, губи порвані. Він кілька разів просив пити, а у нас не було води під руками… |
| — Олена Герасим'юк, парамедик медичного батальйону «Госпітальєри», письменниця і поет. 22 січня 2020. |

Перебував у Харківському військовому госпіталі, потім відправлений до Києва. 11 липня близько 7:30 помер непритомним у Головному військовому клінічному госпіталі.
7 вересня 2019 року, після обміну утримуваними особами між Україною та РФ, низка джерел повідомили, що розвідник Колодяжний дістав поранення під час участі в спецоперації СБУ з вивезення з окупованої території Володимира Цемаха — одного з командирів проросійських сил нижньої ланки, причетного до збиття Боїнга-777 у липні 2014. Цемаха передали до РФ у межах цього обміну.
Похований 13 липня на військовій ділянці Краснопільського цвинтаря. Похорон очолив капелан Дмитро Поворотний.
Залишились мати і син Олександр.

## Нагороди та відзнаки
- звання «Герой України» з удостоєнням ордена «Золота Зірка» (29 вересня 2023, посмертно) — за особисту мужність і героїзм, виявлені у захисті державного суверенітету та територіальної цілісності України, самовіддане служіння Українському народові[10]
- Орден «За мужність» III ступеня (2.12.2016) — за особистий внесок у зміцнення обороноздатності Української держави, мужність, самовідданість і високий професіоналізм, виявлені під час виконання військового обов'язку, та з нагоди Дня Збройних Сил України[11].
- Медаль «Захиснику Вітчизни» (21.10.2015) — за мужність, самовідданість і високий професіоналізм, виявлені у захисті державного суверенітету та територіальної цілісності України, вірність військовій присязі[12].
- Недержавна відзнака Орден «Народний Герой України» (16.12.2017, наказ № 26, м. Івано-Франківськ)[13]. Особисто отримав нагороду 31.03.2018 на 27-й церемонії вручення у м. Дніпро[14].